# Bolbonota globosa
Bolbonota globosa är en insektsart som beskrevs av Leon Fairmaire. Bolbonota globosa ingår i släktet Bolbonota och familjen hornstritar. Inga underarter finns listade i Catalogue of Life.